# 贝尔韦尤航空
贝尔韦尤航空公司（Bellview Airlines）是一家总部位于尼日利亚拉各斯的私营航空公司。它在1992年创建并开始运营，经营从拉各斯出发的定期国内及国际航班。

## 坠机事件
- 贝尔韦尤航空210号班机